# Štrbské pleso
Štrbské pleso (ungerska: Csorbató eller Csorba-tó; tyska: Tschirmer See) är en bergssjö med glaciärursprung vid Vysoké Tatry i Slovakien. Sedan 1948 tillhör den Vysoké Tatry.
Štrbské plesos yta ligger 1 346 meter över havet och sjön brukar vara istäckt ungefär 155 dagar per år.
Flera hotell har byggts runt sjön.